# Frauenstudium im deutschen Sprachraum

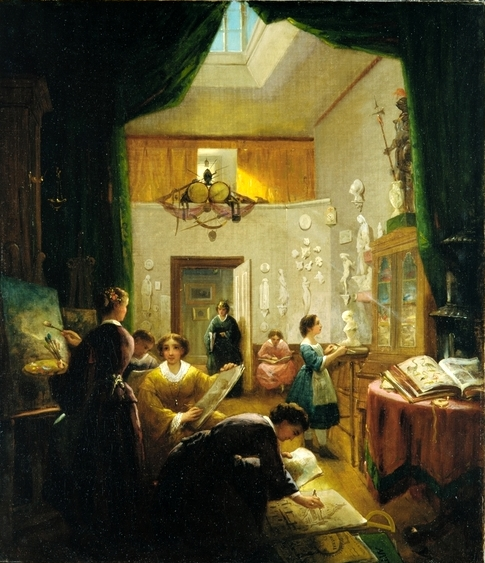
Art class for women (Kunstklasse für Frauen), Gemälde von Louis Lang, 19. Jahrhundert

Der volle Zugang für Frauen zu Universitäten im deutschen Sprachraum, kurz Frauenstudium, wurde mit Ausnahme der Schweiz erst Anfang des 20. Jahrhunderts erlaubt. Die Möglichkeit für Frauen, Zugang zu einer universitären Ausbildung zu erhalten und im Weiteren einen Hochschulabschluss zu erlangen, ist Teil der allgemeinen höheren Bildung, genauer der Frauenbildung.

## Entstehungsphase der Universitäten, Mittelalterliche Universitäten

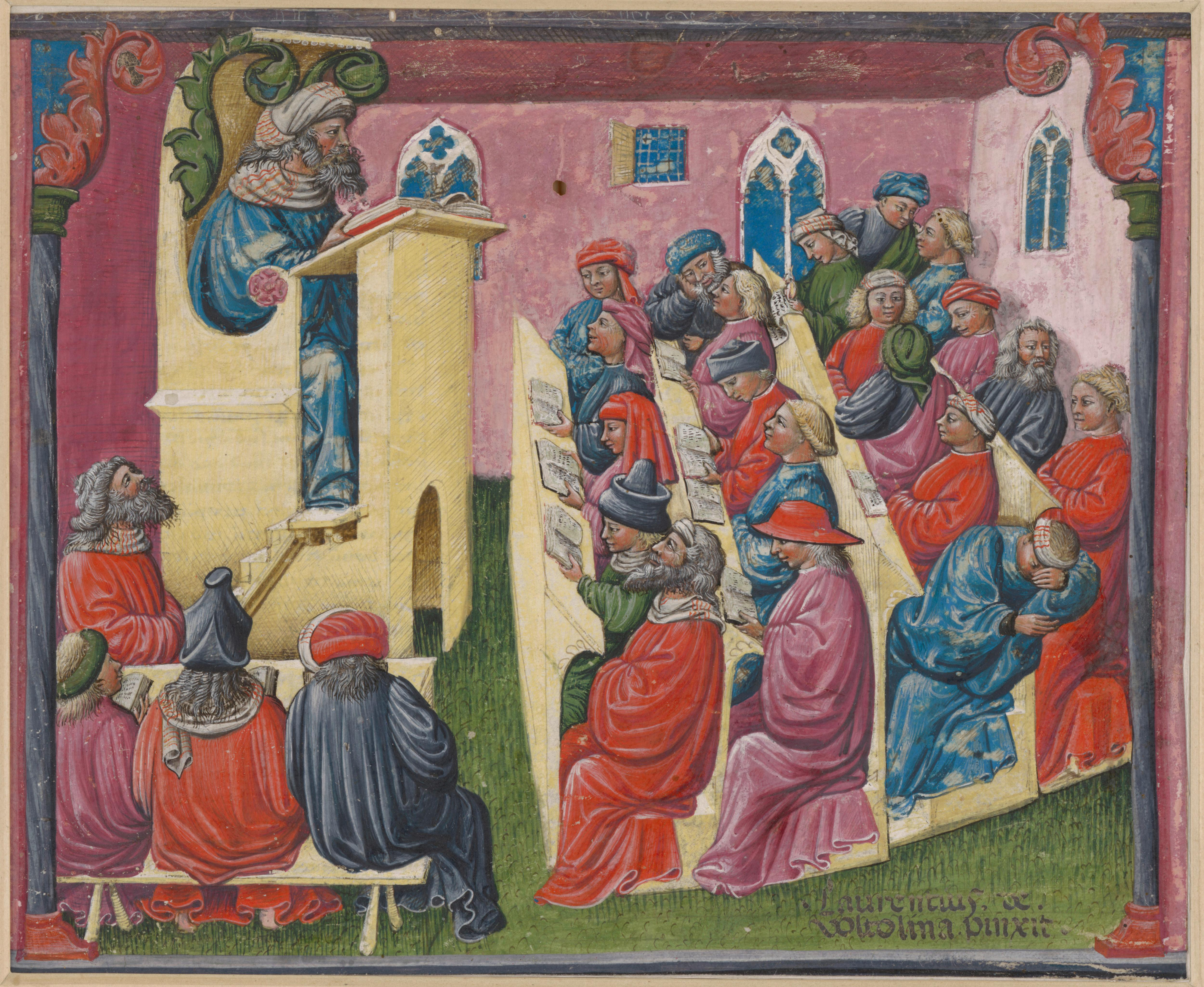
Die mittelalterliche Universität als Männerwelt: Kolleg über Ethik im 14. Jhdt., Laurentius de Voltolina: Liber ethicorum des Henricus de Alemannia (Einzelblatt, Kupferstichkabinett Berlin)

Universitäten entstanden ab dem 12. Jahrhundert, zuerst durch Gewohnheitsrecht, ab ca. 1350 erfolgten Gründungen als landesherrliche Stiftungen. Die gesellschaftlichen Rahmenbedingungen in dieser Gründungsphase sowie die in der Entstehungsphase wirkenden Prozesse führten dazu, dass die Universität als Männerwelt entstand.
Viele Universitäten gingen aus Domschulen für Priesternachwuchs hervor. Das bedeutete, dass Hochschullehrer als Kleriker galten, die dem Zölibat folgen mussten (erst nach 1452 durften Doktoren der Medizin offiziell heiraten). Damit verbunden war, dass Studenten als klerikale Grundlage für alle weiterführenden Fächer die Artistenfakultät der Sieben Freien Künste durchlaufen mussten, zu deren Abschluss die niederen Weihen gehörten. Damit waren Frauen, denen das Priesteramt (aufgrund des Paulus zugeschriebenen Schweigegebots im ersten Korintherbrief) nicht offenstand, ohne explizites Verbot vom Universitätsstudium ausgeschlossen.
Anders als im deutschsprachigen Raum gab es in Italien schon früh Fälle von studierenden und lehrenden Frauen. An der Schule von Salerno, die als Medizinhochschule berühmt war, konnten vermutlich Frauen studieren. Ärztinnen dieser Schule (vgl. Frauen von Salerno) sind namentlich belegt. So wirkte Trota von Salerno vermutlich im frühen 12. Jahrhundert als praktische Ärztin an der Schule von Salerno und schrieb mehrere Abhandlungen über die medizinische Praxis, insbesondere über die Frauenheilkunde. In einer im Umfeld der Schule von Salerno verfassten Schrift, De Aegritudinum Curatione aus dem 12. Jahrhundert, sind Texte der sieben Lehrmeister (magistri) der Schule enthalten, darunter auch Trotas Lehren. An einzelnen Schulen konnten Frauen also anscheinend Medizin studieren und lehren. Auch an der Universität Bologna studierten und unterrichteten Frauen vereinzelt im 13. und 14. Jahrhundert.

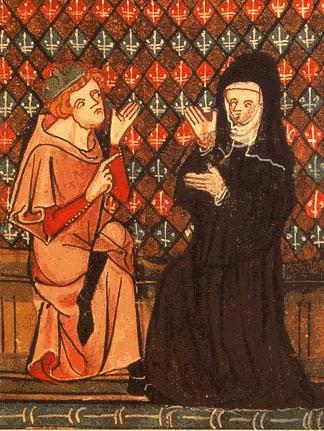
Abaelardus und Héloïse in einer Handschrift des Roman de la Rose (14. Jahrhundert)

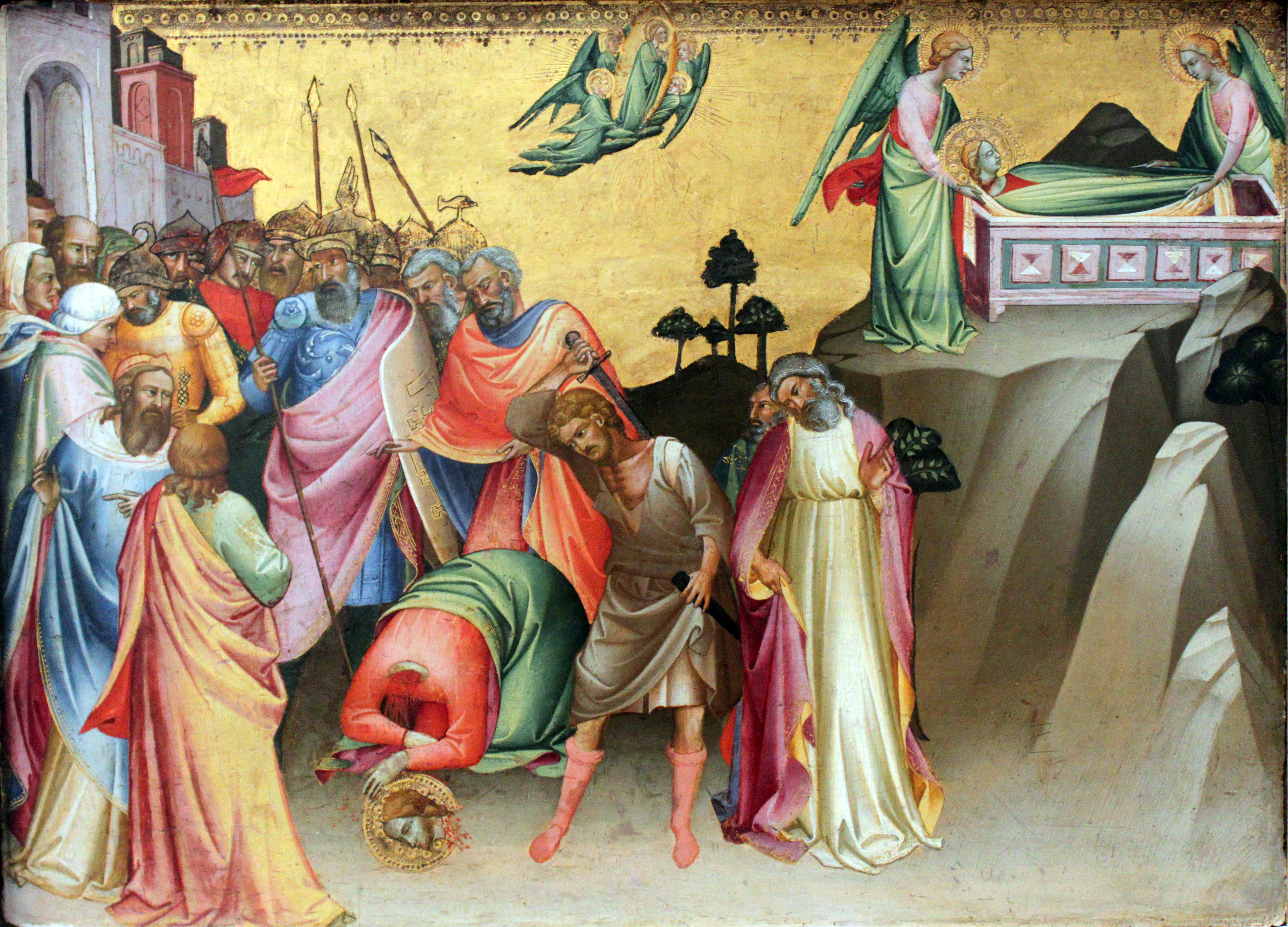
Die Enthauptung der Heiligen Katharina von Alexandrien (1390) von Lorenzo Monaco

Die Etablierung der Universitäten führte zu einer Ausweitung der Bedeutung und Funktion von Wissenschaft in Abgrenzung vom geschulten Handwerker. Für Akademiker bzw. Wissenschaftler entwickelte sich eine Identität von geistig, geistlich und männlich, die die polarisierende Zuweisung der Geschlechter (Mann = Geistwesen, Frau = Körper) aus der mittelalterlichen Theologie übernahm. So wurden Wissenschaft und Weiblichkeit mehr und mehr als Gegensatz begriffen. Weibliches Können und Wissen wurden mehr und mehr dämonisiert (als Magie, Giftmischerei). Frauen, insbesondere wissbegierige Frauen, wurden als Ablenkung des (geistigen) Mannes von der Wissenschaft bis hin zur Gefährdung des Gelehrten aufgefasst (siehe hierzu die Geschichten um Abelard und Héloïse sowie um Merlin und Viviane). Die Hochschullehrer und Studenten wählten zwar eine gelehrte Frau als Schutzpatronin aus, nämlich die Heilige Katharina von Alexandrien. Doch zeichnete sich diese Schutzpatronin dadurch aus, dass sie ihrer Legende zufolge ihr Wissen nicht für Macht und Einfluss nutzte. Sie lehnte weltliche Macht für sich ab, begrenzte ihr aktives Handeln also selbst.
An den Universitäten entwickelten sich bald Männerbünde mit entsprechender Subkultur (wie z. B. belegt durch Lieder der Carmina Burana). Das hemmungslose Agieren eines Teils der Studenten verursachte häufig Konflikte mit der Stadtgesellschaft, die bis zum Auszug ganzer Akademikergruppen führen konnten, die an anderen Orten neue Universitäten gründeten. Unter den Intellektuellen der Universitäten lehnten viele sowohl den klerikalen Zölibat als auch die Ehe ab. Sie sahen sich in einer Konkurrenzsituation mit dem Geburtsadel. Dies drückte sich im Protzen mit erotischen Erfolgen sowie in Übergriffen auf Frauen aus. Um die Bürgertöchter vor Übergriffen zu bewahren, richteten die Städte daraufhin Bordelle ein.

## Universitäten vom 16. bis zum 18. Jahrhundert
Bis zum 18. Jahrhundert erfolgte die Ausbildung der Söhne des Adels und des Bürgertums an den Universitäten, die weiterhin in vier Fakultäten organisiert waren. Neben der Artistenfakultät gab es die theologischen, medizinischen und juristischen Fakultäten, die Pfarrer, Ärzte bzw. Verwaltungsbeamte, Richter und Rechtsanwälte ausbildeten. Obwohl der Zölibat der Professoren abgeschafft worden war und die Studenten auch nicht mehr in beaufsichtigten, nur Männern zugänglichen Internaten zusammenlebten, waren die Universitäten weiterhin Orte der männlichen Sozialisation. Dies ergab sich aus der Ausrichtung auf die späteren Berufe, die nur Männern offenstanden. Außerdem verstanden sich seit dem 16. Jahrhundert die Studenten als commilitones (Waffenbrüder) und das Duellwesen breitete sich aus.

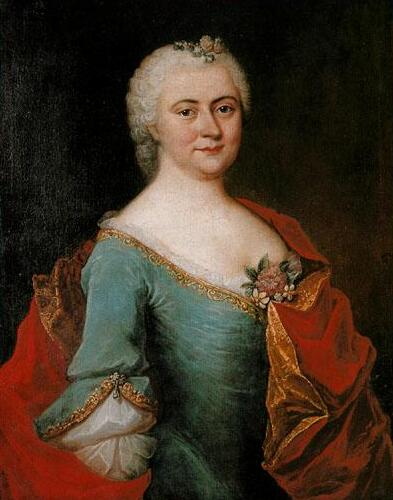
Die Gottschedin, Ölbild von
Elias Gottlob Haußmann (um 1750)

Da es keine allgemein verbindlichen Zulassungsvoraussetzungen gab, waren Frauen nicht explizit vom Studium ausgeschlossen. Es bot sich für sie aber auch keine Berufstätigkeit im Anschluss an das Universitätsstudium an, so dass es für sie praktisch keinen Anreiz gab, ein Studium anzustreben. Nur vereinzelt studierten Frauen daher an deutschsprachigen Universitäten. Die wenigen Beispiele und die Umstände ihres Studiums unterstreichen, dass es wichtig war, dass durch die studierende Frau zumindest optisch die Männerwelt der Universität nicht gestört wurde. So nahm z. B. Anna Maria von Schürmann im 17. Jahrhundert an Vorlesungen an der Universität Utrecht teil, aber nur von einer vergitterten Loge aus, um die Studenten vor ihrem Anblick zu schützen. Auch Luise Adelgunde Victorie Gottsched konnte die Vorlesungen ihres Mannes an der Universität Leipzig im 18. Jahrhundert nur hinter einer angelehnten Tür verborgen verfolgen. So außerhalb des Gesichtsfelds war in Einzelfällen ein Studium für Frauen möglich, eine Frau als Professorin war aber an (deutschen) Universitäten ausgeschlossen.

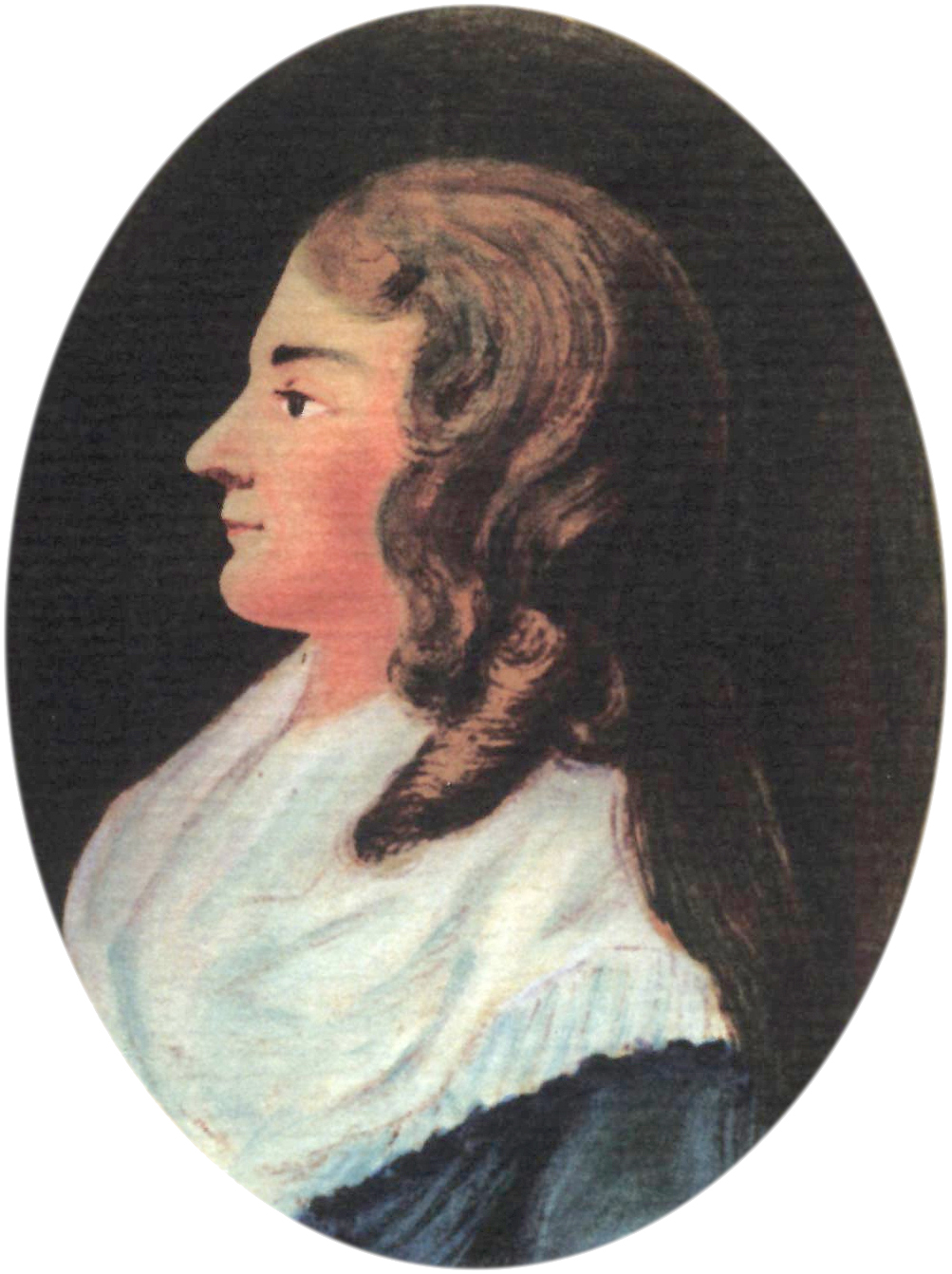
Dorothea Christiane Erxleben

An Universitäten, die im 18. Jahrhundert Reformbestrebungen offen gegenüberstanden, war einzelnen Frauen, insbesondere den Ehefrauen und Töchtern von Professoren, über informelle Formen des Zusammentreffens ein intellektueller Austausch mit Studenten und Professoren möglich. So waren z. B. viele Göttinger Professorentöchter und -gattinnen im Vergleich mit anderen Frauen hoch gebildet.
Die erste promovierte Frau in den deutschen Ländern war Dorothea Christiane Erxleben. Ihr Vater, ein Arzt, unterrichtete sie privat in theoretischer und praktischer Medizin. Nachdem sie vom preußischen König Friedrich II. die Erlaubnis zur Ablegung eines medizinischen Examens erhalten hatte, reichte sie im Januar 1754 eine Dissertation mit dem Titel Academische Abhandlung von der gar zu geschwinden und angenehmen, aber deswegen öfters unsicheren Heilung der Krankheiten an der Universität Halle ein. Am 6. Mai desselben Jahres trat sie in Halle zum Promotionsexamen an, das sie mit großem Erfolg ablegte. Anschließend war sie als Ärztin tätig.
Die zweite promovierte Frau war Dorothea Schlözer, mit der ihr Vater August Ludwig von Schlözer ein universitäres Bildungsexperiment durchführte. Sie wurde 1787 an der Universität Göttingen nicht-öffentlich und ohne Vorlage einer Dissertation promoviert. Im Anschluss an die Promotion konzentrierte sich ihr Vater darauf, sie standesgemäß zu verheiraten.
Die Ausnahmefälle unterstreichen nur, dass es im Laufe des 18. Jahrhunderts für Frauen eher schwerer als leichter wurde, ein Studium zu absolvieren und das erworbene Wissen im Lebensentwurf weiterzufolgen oder zu nutzen. Die vermittelten Kenntnisse galten als „unweiblich“ und waren potenziell rufgefährdend. Ein Studium gefährdete die Heiratschancen der Frauen, ermöglichte aber keine unabhängige berufliche Existenz.

## 19. Jahrhundert bis Ende des Ersten Weltkriegs
Die männliche Prägung der deutschen Universität erreichte im 19. Jahrhundert ihren Höhepunkt. Zum einen entwickelte sich an deutschen Universitäten das spezifisch deutsche Verbindungswesen (Corps, Burschenschaften). Zum anderen etablierte sich in dieser Zeit in der Gesellschaft das Konzept der polarisierten Geschlechtscharaktere mit geschlechtsbezogener Arbeitsteilung.
Eine weitere deutsche Besonderheit, die sich im 19. Jahrhundert herausbildete, war das Berechtigungswesen. Für das Studium an der Universität wurde nun das Abitur benötigt. Die Bildungspatente von Schule und Hochschule verliehen zudem das Anrecht auf bestimmte Stellen und Studiengänge, sogar auf eine Verkürzung der Wehrdienstzeit. Da es für Mädchen keine Schulen gab, die den Erwerb des Abiturs ermöglichten, entstand für Frauen so eine weitere Barriere, die den Weg an eine deutsche Universität versperrte. Dennoch gab es weiterhin vereinzelte Promotionen von Frauen an deutschen Universitäten. So erhielt am 26. März 1817 Marianne Theodore Charlotte von Siebold Heidenreich, geb. Heiland (1788–1859), in Gießen die Doktorwürde in der Entbindungskunst mit der Arbeit Über Schwangerschaft außerhalb der Gebärmutter und über Bauchhöhlenschwangerschaft insbesondere. Ihre Mutter, die 1807 examinierte Hebamme Josepha von Siebold wurde 1815 im gleichen Fachgebiet bereits ehrenhalber von der Gießener Universität promoviert. Die Universität Marburg verlieh 1827 eine philosophische Ehrendoktorwürde an die Schriftstellerin Daniel Jeanne Wyttenbach, geb. Gallien (1773–1830) aus einer französisch-schweizerischen Familie.
In manchen Ländern konnten Frauen im 19. Jahrhundert studieren. So studierten in den USA schon seit 1833 Frauen an einigen Colleges (am Elmira College wurden Frauen seit 1855 Bachelor-Abschlüsse angeboten) und in England seit 1869, wobei man es in dieser Zeit vorzog, Frauen nicht gemeinsam mit Männern, sondern an speziellen Frauenhochschulen auszubilden. In Frankreich dagegen waren die Universitäten den Frauen nie ganz verschlossen gewesen. Frauen konnten dort schon in den 1860er Jahren Universitätsgrade erwerben. Allerdings blieb den Frauen der gleichberechtigte Zugang zu den Grandes écoles, den Eliteausbildungsinstitutionen Frankreichs, bis weit in das 20. Jahrhundert verschlossen. Der vollständig gleichberechtigte Zugang zum Hochschulstudium kam in diesen Ländern teilweise zeitlich erst nach der vollen Zulassung des Frauenstudiums im Deutschen Reich, die dann uneingeschränkt galt.

### Die Schweiz als Vorreiterin im deutschsprachigen Raum

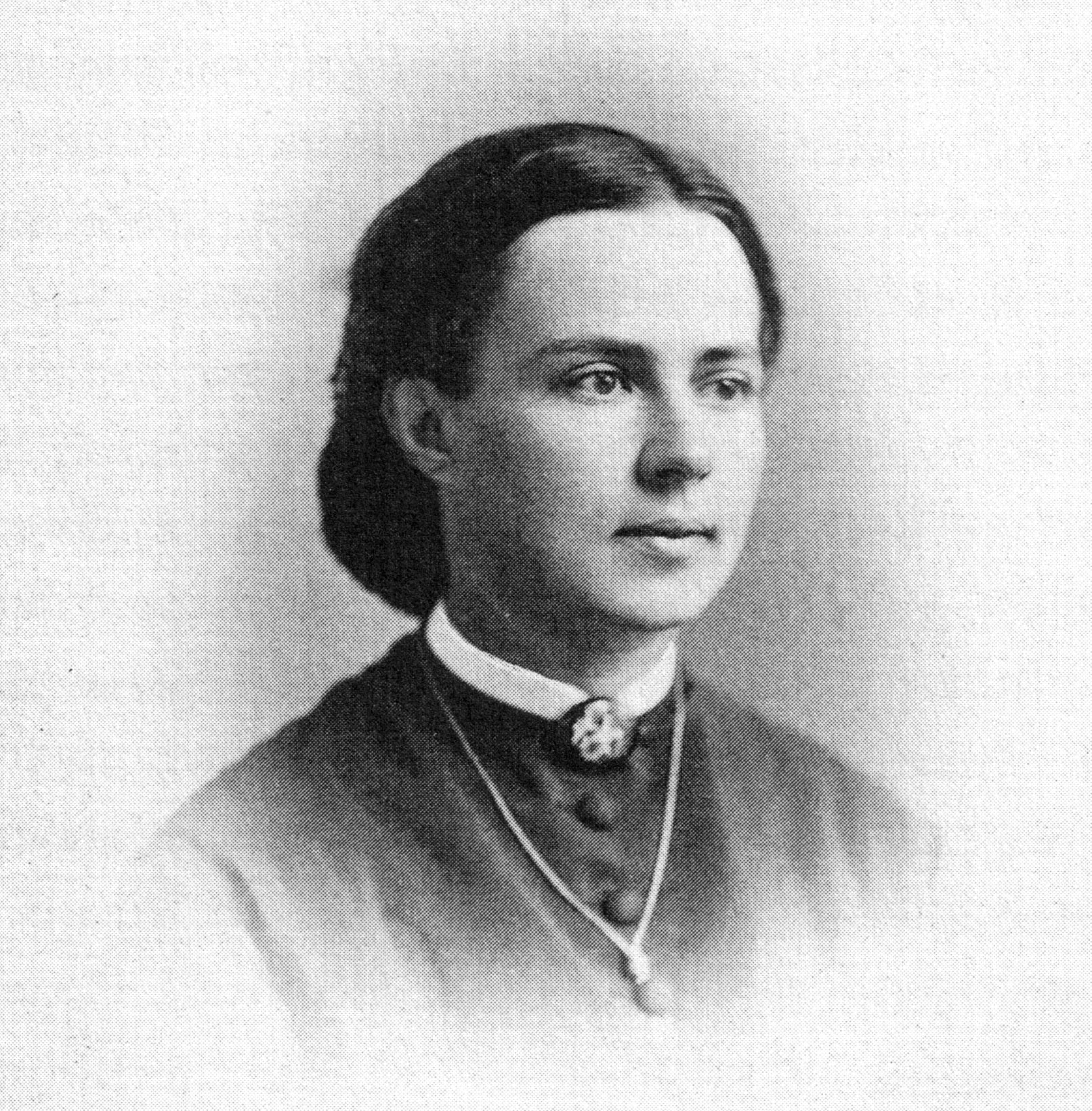
Marie Heim-Vögtlin

Im deutschsprachigen Raum war das Frauenstudium zuerst in der Schweiz möglich. An der nur wenige Jahre zuvor gegründeten Universität Zürich wurden bereits 1840 erste Hörerinnen zugelassen. Nachdem ein Immatrikulationsantrag einer Russin 1864 noch nicht erfolgreich war, wurde 1867 der Promotionsantrag der Russin Nadeschda Suslowa (1843–1918) für Medizin bewilligt und sie zudem rückwirkend immatrikuliert.
1874 folgte Marie Heim-Vögtlin (1845–1916) als erste Studentin aus der Schweiz. Sie promovierte ebenfalls in Medizin. Zu den bekannten Zürcher Studentinnen des 19. Jahrhunderts gehören u. a. die Schweizerinnen Elisabeth Flühmann, Meta von Salis und Emilie Kempin-Spyri, die Russin Wera Figner und die Deutschen Emilie Lehmus, Pauline Rüdin, Franziska Tiburtius, Anita Augspurg, Ricarda Huch und Käthe Schirmacher.
Die Vorreiterrolle der Schweiz hatte verschiedene Ursachen. Während die Revolutionen 1848/1849 in manchen europäischen Ländern scheiterten, setzten sich in der Schweiz Liberalismus und Demokratie mit der bis heute gültigen Bundesverfassung 1848 endgültig durch. Generell war der Stellenwert der Universitätsausbildung zu dieser Zeit in der Schweiz noch gering. Die Universitäten waren bemüht, zusätzliche Studierende zu gewinnen und damit ihre Finanzierung über zusätzliche Studiengebühren zu sichern. Jede Institution konnte selbst über die Zulassung von Frauen entscheiden. Dabei gingen die neueren Universitäten, wie Zürich, voran. Die älteste Universität der Schweiz, Basel, ließ Frauen erst ab 1890 zu. Die 1898 neu gegründete Universität St. Gallen (HSG) ermöglichte von Anfang an auch Frauen das Studium.
Nach der ersten Zulassung nahm die Zahl der Studierenden an der Universität Zürich sehr schnell zu. Im Sommer 1873 lag der Frauenanteil schon bei 26 % (114 Studentinnen absolut). Die meisten damaligen Studentinnen (109) kamen aus Russland. Entsprechend sank der Frauenanteil drastisch, nachdem 1873 der russische Zar mit einem Ukas das Studium der Russinnen in Zürich untersagte. Im Winter 1880/81 waren nur noch 9 Studentinnen eingeschrieben. Nach der Aufhebung des Ukas nahm die Zahl der russischen Studentinnen wieder stark zu. Im ersten Jahrzehnt des 20. Jahrhunderts studierten in der Schweiz immer noch vor allem ausländische Frauen (v. a. aus Russland und dem Deutschen Reich), erst dann schrieben sich Schweizerinnen vermehrt ein.
Die Dominanz der ausländischen Studentinnen ergab sich auch daraus, dass Auswärtige (d. h. Personen, die nicht aus dem Kanton Zürich stammten) für die Zulassung zum Studium zunächst kein Reifezeugnis vorlegen mussten. Ein Sittenzeugnis genügte. Erst 1872 wurde das Mindestalter auf 18 Jahre hochgesetzt, 1873 das Reifezeugnis für alle Studierenden obligatorisch. Von da an bereiteten sich viele studierwillige Frauen nach ihrer Ankunft in Zürich zuerst ein halbes oder ganzes Jahr auf die Reifeprüfung vor. Erst nachdem sie diese bestanden hatten, konnten sie sich immatrikulieren. Viele besuchten allerdings schon davor als Hörerinnen Vorlesungen an der Universität. Ab 1900 durften sich aber nur noch Schweizer als Hörer einschreiben.

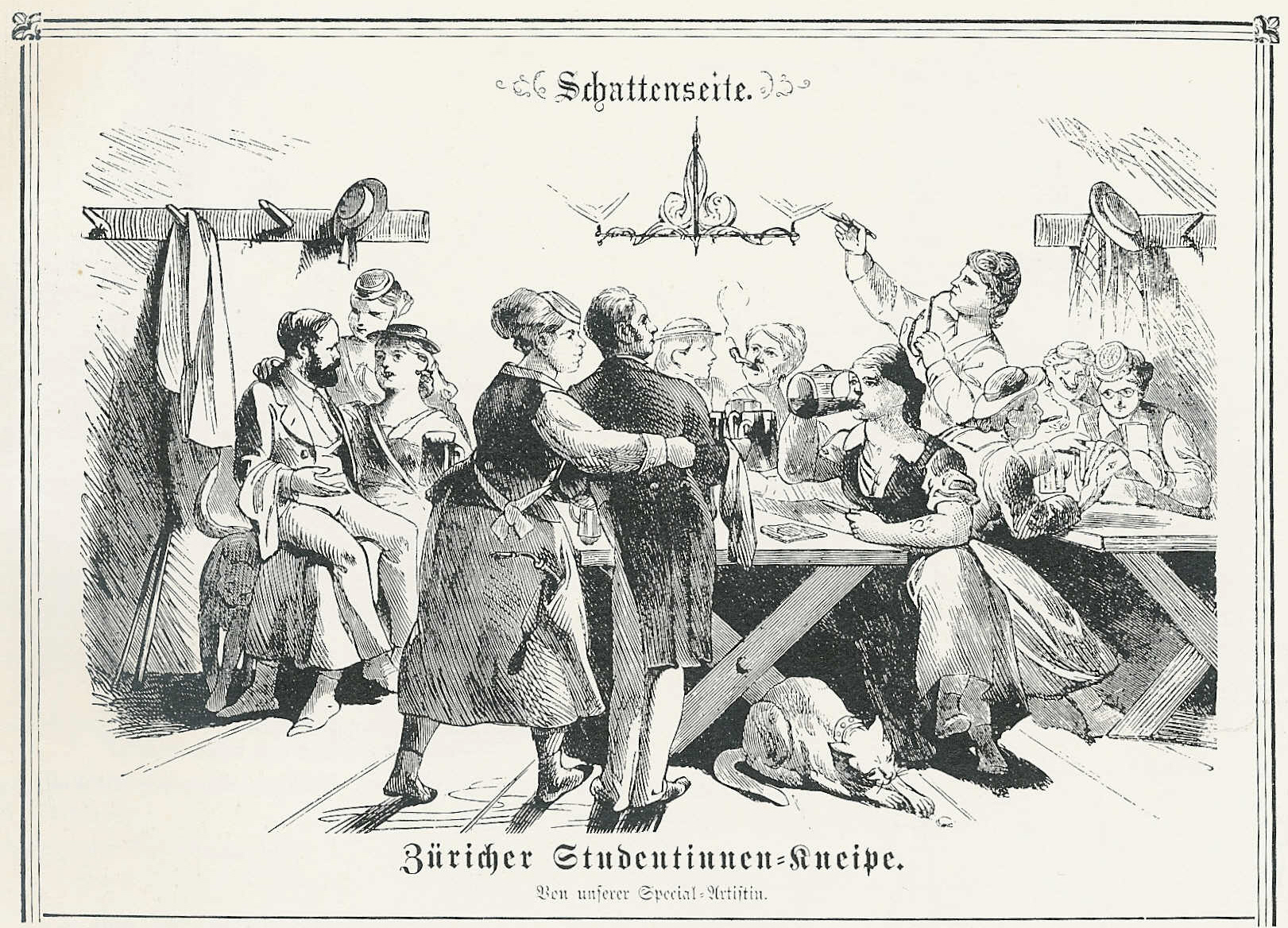
Weibliche Studenten belästigen männliches Bedienpersonal in einer Kneipe, Parodie auf das Frauenstudium an der Universität Zürich (Kladderadatsch 1872)

Obwohl die Frauen in der Schweiz studieren konnten, standen viele Studenten – allen voran die korporierten – und viele Professoren dem Frauenstudium feindlich gegenüber. So wies z. B. 1896 eine Studentenversammlung einen Antrag für das passive Wahlrecht für die Frauen in Hochschulangelegenheiten zurück.

### Die russischen Studentinnen

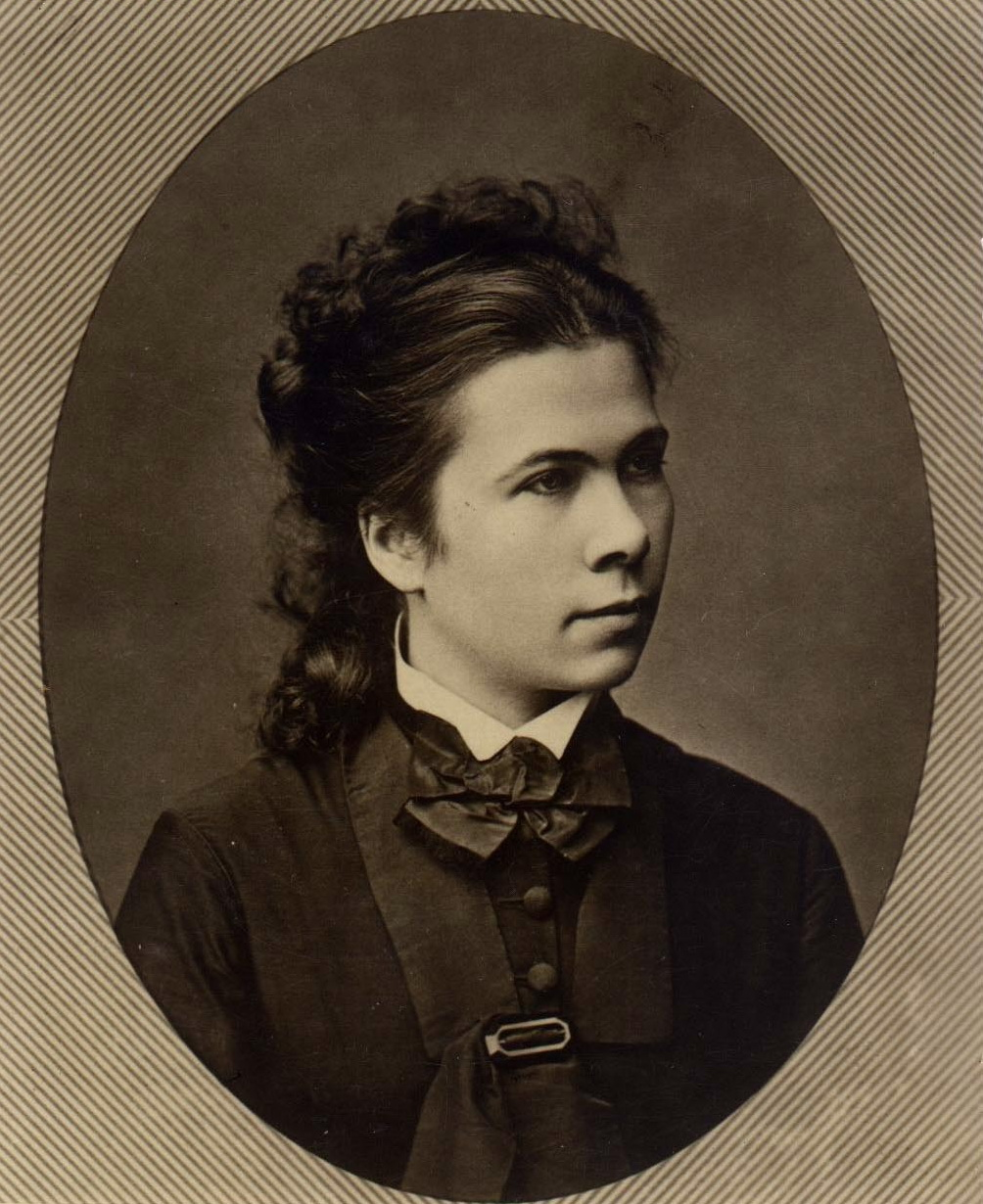
Nadeschda Suslowa

Suslowa hatte anlässlich ihrer Einschreibung nach Hause geschrieben: „Ich bin die erste, aber nicht die letzte. Nach mir werden Tausende kommen.“ Dies traf ein. Die Russinnen waren die Wegbereiterinnen für das Frauenstudium in der Schweiz, aber auch in anderen europäischen Ländern, wo sie bis 1914 dominierten. Entsprechend prägte die russische Studentin das Bild der studierenden Frau.
Als Reaktion auf die Niederlage im Krimkrieg, die die Rückständigkeit Russlands offenlegte, kam es in dem Land ab 1855 zu weitreichenden Reformen, u. a. wurde 1861 die Leibeigenschaft der Bauern aufgehoben. Für die russische Frauenbewegung gab es einen engen Zusammenhang zwischen Bauernbefreiung und Frauenemanzipation. Aus sozialer Verpflichtung heraus gab es einen Drang zur Volksbildung und Medizin. Ab 1859 durften Russinnen an den russischen Universitäten bzw. der Medizinisch-Chirurgischen Akademie als Hörerinnen studieren. Doch mit einem neuen Universitätsstatut war ihnen dies ab 1864 wieder verwehrt. Die russischen Frauen gingen danach zum Studium ins Ausland, wohl in Folge der aufsehenerregenden Promotion Suslovas vorzugsweise nach Zürich. Viele Russinnen, die ohne Abitur in Zürich studieren konnten, waren für das Studium nur mangelhaft vorbereitet. Dies brachte das Frauenstudium in Misskredit. Die Dozenten und die einheimischen Studierenden lehnten die als „Kosakenpferdchen“ beschimpften russischen Studentinnen ab. Zu einer Integration kam es nicht. Trotz schlechter Voraussetzungen studierten aber viele Russinnen ernsthaft, ein Fünftel der bis 1873 immatrikulierten Studentinnen promovierten (teils in der Schweiz, teils in anderen Ländern).
Viele der russischen Studentinnen waren politisch aktiv und hatten in Zürich Kontakt zu revolutionären Kreisen. Offiziell wegen sittlicher Ausschweifungen, tatsächlich aber aufgrund anarchistischer Aktivitäten einiger Studentinnen, verbot der russische Zar in einem Ukas (Erlass) vom 4. Juni 1873 allen Russinnen das Studium in Zürich. Bei Zuwiderhandlung drohten Sanktionen sowie ein Berufsverbot. Die Zahl der russischen Studentinnen in Zürich sank daraufhin drastisch.
Die russische Regierung sah sich genötigt, den zurückkehrenden Studentinnen eine Alternative zu bieten. Zudem herrschte Ärztemangel in Russland, was vor allem in Kriegszeiten besonders spürbar war. Ab 1872 wurden daher in St. Petersburg an der Medizinisch-Chirurgischen Akademie „Kurse zur Ausbildung gelehrter Hebammen“ angeboten. Trotz des Namens war dies ein Angebot auf Universitätsniveau. So wechselte nur ein Teil der Zürcher Studentinnen an eine andere Schweizer Universität. Die Mehrzahl ging zum Studium nach St. Petersburg. Ab 1881 wurden alle Ausbildungsinstitutionen, die Frauen eine höhere Bildung ermöglichten, schrittweise geschlossen, da an der Ermordung des russischen Zaren medizinisch ausgebildete Frauen beteiligt gewesen waren. Daraufhin kam es zu einer zweiten Migrationswelle russischer Studentinnen an westeuropäische Universitäten.
Nach dem Machtantritt des Zaren Nikolaus II. 1895 änderte sich wiederum die russische Politik im Hinblick auf das Frauenstudium. Doch auch danach gab es für studierwillige Russinnen vielfältige Gründe, an einer westeuropäischen Universität zu studieren, nämlich die begrenzten Ausbildungskapazitäten im Zarenreich, Furcht vor politischer Verfolgung und die Unberechenbarkeit der Studiensituation in Russland (Hochschulen wurden kurzfristig geschlossen u. Ä.). Für russische Studentinnen jüdischen Glaubens kam noch hinzu, dass seit 1886 ein Numerus clausus von 3 % für Juden an allen höheren russischen Bildungsinstitutionen galt. 1905 sorgten die innenpolitischen Zustände nach dem Revolutionsversuch in Russland für einen weiteren Schub. Dadurch verdreifachte sich z. B. in Berlin die Zahl russischer Medizinstudentinnen.
Die Gegner des Frauenstudiums in Deutschland und der Schweiz – Professoren wie Reichstagsabgeordnete – griffen in ihrer Argumentation das im russischen Ukas von 1873 skizzierte Bild der politisch subversiven, sittlich verdorbenen Russin auf. Die deutsche Frauenbewegung entwickelte in Reaktion darauf ein Bild von der studierenden deutschen Frau, das genau konträr zum Image der russischen Studentin war. So forderte Mathilde Weber die deutschen Studentinnen 1887 auf, sich in Auftreten, Kleidung und Verhalten bewusst von den russischen Kommilitoninnen abzugrenzen und deren Vorherrschaft in den Studentinnenvereinen zu verhindern. Auch die Schweizer und deutschen Studentinnen selbst grenzten sich von ihren russischen Kommilitoninnen ab. Die Eingabe von sechs Schweizer Studentinnen an den Senat der Zürcher Universität gegen die mangelnde Vorbildung der Russinnen im Jahr 1870 war nur der Beginn einer langen Reihe derartiger Proteste an westeuropäischen Universitäten.

### Deutsches Reich

#### Vorreiterinnen
Sofja Kowalewskaja (Mathematik, 1874), Julia Lermontowa (Chemie, 1874), Margaret Maltby (Physikalische Chemie, 1895), alle in Göttingen, sowie Katharina Windscheid (Philosophie, 1895 in Heidelberg), Elsa Neumann (Physik, 1899 in Berlin) und Clara Immerwahr (Chemie, 1900 in Breslau) waren weitere Frauen, die früh in Deutschland einen Doktorgrad erhielten.
1897 gab Arthur Kirchhoff das Buch Die Akademische Frau. Gutachten herausragender Universitätsprofessoren, Frauenlehrer und Schriftsteller über die Befähigung der Frau zum wissenschaftlichen Studium und Berufe heraus.
Von den 100 Stellungnahmen sprach sich knapp die Hälfte positiv aus; ein Drittel (zum Beispiel Max Planck) lehnte das Frauenstudium – teils kategorisch – ab. Kirchhoff selbst plädierte in seinem Vorwort dafür. Kirchhoffs Buch enthält ein Kapitel Berichte aus dem Ausland. In diesem wird die Situation in „Amerika, Belgien, Dänemark, England, Frankreich, Holland, Italien, Rußland, Schweiz, Türkei, Ungarn“ geschildert.
|  |

#### Zugangserweiterung Ende des 19. Jahrhunderts
Seit dem Ende des 19. Jahrhunderts wurde an deutschen Universitäten allmählich die Immatrikulation von Frauen erlaubt.
Hope Bridges Adams Lehmann war 1880 die erste Frau in Deutschland, die ihr Medizinstudium als Gasthörerin mit einem Staatsexamen abschloss. Ihr Abschluss in Leipzig 1880 wurde jedoch offiziell nicht anerkannt. Daraufhin wurde sie in Bern promoviert und erhielt 1881 in Dublin die britische Approbation.
Das zentrale Anliegen der Frauenbewegung im Deutschen Kaiserreich war die Verbesserung der Frauenbildung und der Zugang zu Männern vorbehaltenen Berufen und Bildungswegen. 1888 reichte der Allgemeine Deutsche Frauenverein eine Petition beim preußischen Abgeordnetenhaus ein, die um die Zulassung von Frauen zum Medizinstudium und zur wissenschaftlichen Lehrerinnenausbildung bat. Im selben Jahr forderte der Deutsche Frauenverein Reform die Zulassung zu allen Fächern. Unmittelbare Erfolge konnten diese Initiativen jedoch nicht verbuchen.
Erfolgreich war hingegen das pragmatische Vorgehen von einzelnen Frauen, die Ausnahmegenehmigungen erwirkten. Diese Ausnahmegenehmigungen erwiesen sich bald als die Hintertür, durch die Frauen der Zugang zu den Universitäten gelang: Was als Ausnahme begann, wurde schließlich schnell zur Regel. Der erste Schritt dazu war die Zulassung von Frauen als Gasthörerinnen, so in Preußen ab 1896. Dieser Status ermöglichte vielen Frauen ein Studium, unter ihnen maßgebliche Persönlichkeiten der Kaiserzeit wie Helene Stöcker oder Gertrud Bäumer. Einige Frauen, unter ihnen Gertrud Bäumer im Jahr 1904, nutzten die Möglichkeit, das Studium mit einer Promotion abzuschließen.
An der Akademie der Bildenden Künste München wurden von 1852 bis 1920 keine Frauen mehr zum Studium zugelassen. Eine künstlerische Ausbildung konnten angehende Künstlerinnen in München nur mehr an teuren Privatschulen oder den neu gegründeten Ausbildungsstätten, wie beispielsweise der Damen-Akademie des Künstlerinnen-Vereins (1884–1920) oder der Debschitz-Schule (1902–1914), erhalten. Die 1868 gegründete Königliche Kunstgewerbeschule hingegen gewährte bereits 1872 Frauen zumindest in ihrer weiblichen Abteilung eine Ausbildung. Die Zunahme des Frauenanteils an den Studentenzahlen nach dem Ersten Weltkrieg (etwa an der Universität Würzburg) wurde zum Teil mit Bezug zu deren „Unverwendbarkeit“ im Kriegsfall beargwöhnt und in der Studentenschaft kontrovers diskutiert, was im Dezember 1919 zur Gründung eines ASTA-Unterausschusses für Frauenfragen durch die Mathematikstudentin Alma Wolffhardt führte, die den Vorwurf eines „geistigen Kriegsgewinnlertums“ abzuwehren suchte. Es setzte ein zäher Kampf um den Zugang zur Akademie ein, der schließlich im Wintersemester 1920/1921 zum Erfolg führte. Insgesamt 17 Frauen immatrikulierten sich und konnten zu den gleichen Bedingungen wie Männer zum Studium zugelassen werden.

#### Rolle jüdischer Frauen
Die weitaus meisten Gasthörerinnen besuchten die Friedrich-Wilhelms-Universität Berlin. Jüdische Frauen, besonders solche aus dem Russischen Reich, waren unter den ersten Jahrgängen besonders stark vertreten. An der Medizinischen Fakultät stellten sie sogar die Mehrheit der Studentinnen. Viele dieser Frauen hatten zuvor in der Schweiz studiert, konnten also schon Studienleistungen vorweisen. Die guten Erfahrungen, die Schweizer Universitäten mit studierenden Frauen gemacht hatten, waren auch ein Argument für die Öffnung der deutschen Hochschulen für Studentinnen. Die bekannteste unter ihnen war Rosa Luxemburg, die in den 1890er Jahren an der Universität Zürich Volkswirtschaft studierte. Als Studentinnen Schweizer Universitäten zu nennen wären auch die Schwestern Hanna und Maria Weizmann, sowie Vera Chazmann, die spätere Ehefrau von Chaim Weizmann. Ein anderes Beispiel ist die Philosophin Anna Tumarkin, die erste Professorin der Universität Bern.

#### Baden als Musterland
Als erste Hörerin, also Studentin ohne Recht auf Prüfung, findet sich die russische Mathematikerin Sofja Kowalewskaja im Jahr 1869 an der Philosophischen Fakultät der Universität Heidelberg. Dies war ein Präzedenzfall für alle Staaten des Deutschen Bundes bzw. des späteren Deutschen Reichs.
Die erste Universität im Deutschen Reich, an der Frauen sich ohne Sondergenehmigung regulär einschreiben konnten, war ebenfalls Heidelberg. Die Naturwissenschaftlich-Mathematische Fakultät hatte bei ihrer Ausgründung aus der Philosophischen Fakultät 1891 dazu die Erlaubnis vom Bildungsministerium des Großherzogtums Baden erhalten. Im Januar 1894 gestattete sie auch die Promotion; als erste Frau wurde Marie Gernet im Wintersemester 1895/1896 promoviert. 1895 ließ auch die Philosophische Fakultät der Universität Heidelberg Frauen widerruflich zu Studium und Promotion zu. Die erste an dieser Fakultät promovierte Frau ist Katharina Windscheid, die im Februar 1895 ihren Doktortitel erhielt. Sie ist damit die erste Frau Deutschlands, die ohne Sondergenehmigung promoviert wurde.
Erst mit Erlass vom 28. Februar 1900 traf die badische Regierung eine allgemeine Regelung und ermöglichte Frauen den vollen Zugang zum Universitätsstudium an den beiden Landesuniversitäten Freiburg und Heidelberg. Zwei Dinge gaben dazu den Anstoß. Erstens das erst 1893 gegründete Mädchengymnasium Karlsruhe, dessen erster Abiturientinnenjahrgang 1899 bereitstand. Zweitens gab es ein Antrag der Freiburger Gasthörerin Johanna Kappes an die badische Landesregierung, die zum ersten Karlsruher Abiturientinnen-Jahrgang gehörte. So wurden zum Wintersemester 1899/1900 neben Johanna Kappes vier weitere Frauen an der Albert-Ludwigs-Universität Freiburg rückwirkend immatrikuliert. Die ordentliche Immatrikulation der Heidelberger Studentinnen erfolgte zum Sommersemester 1900. Unter ihnen war die jüdische Medizinstudentin und spätere Ärztin Rahel Straus, die darüber in ihren Memoiren berichtet.
An der Universität Freiburg wurde 1916 Edith Stein „summa cum laude“ promoviert und erste deutsche Universitätsassistentin in Philosophie bei Edmund Husserl; er sprach ihr zwar die Fähigkeit zur Habilitation zu (in ihrer Habilitationsschrift Endliches und ewiges Sein setzte sie sich u. a. mit seinem Werk und mit dem ihres Nachfolgers Martin Heidegger auseinander), er blockierte aber ihre Habilitation aus „grundsätzlichen Erwägungen“.

#### Die Lage in Württemberg
Nachdem in Württemberg 1903 erstmals vier Frauen ihre Reifeprüfung abgelegt hatten und drei von ihnen in Tübingen studieren wollten, entschied der Senat der Universität Tübingen auf Druck der Stuttgarter Ortsgruppe des Vereins Frauenbildung-Frauenstudium, Frauen zum Studium zuzulassen. Am 16. Mai 1904 genehmigte der württembergische König in einem Erlass, dass „reichsangehörige weibliche Personen unter den gleichen Voraussetzungen und in der gleichen Weise wie männliche Personen an der Universität Tübingen“ als Studierende immatrikuliert werden. Ab dem 1. Dezember 1905 galt dies auch für die Technische Hochschule Stuttgart.

#### Preußen
In Preußen wurden Frauen ab 1896 als Gasthörerinnen zugelassen, wobei Dutzende von Frauen schon zuvor mit einer Sondergenehmigung des Unterrichtsministers in Preußen studiert hatten. Bereits 1895 studierten 40 Frauen in Berlin und 31 in Göttingen. Insgesamt erwies sich das Gasthörerinnen-Zugangsrecht der Frauen als eine wesentliche Verbesserung der Rechtsstellung. Seither konnten Frauen in Preußen auch promovieren.
1908 wurde den Frauen das Studium in Preußen allgemein erlaubt. Im Jahre 1913 waren etwa 8 % aller Studierenden weiblichen Geschlechts. Bis 1930 stieg dieser Anteil auf etwa 16 %.

#### Bayern
In Bayern erhielt erstmals 1903 eine Frau die Zulassung zum Studium.

### Österreich

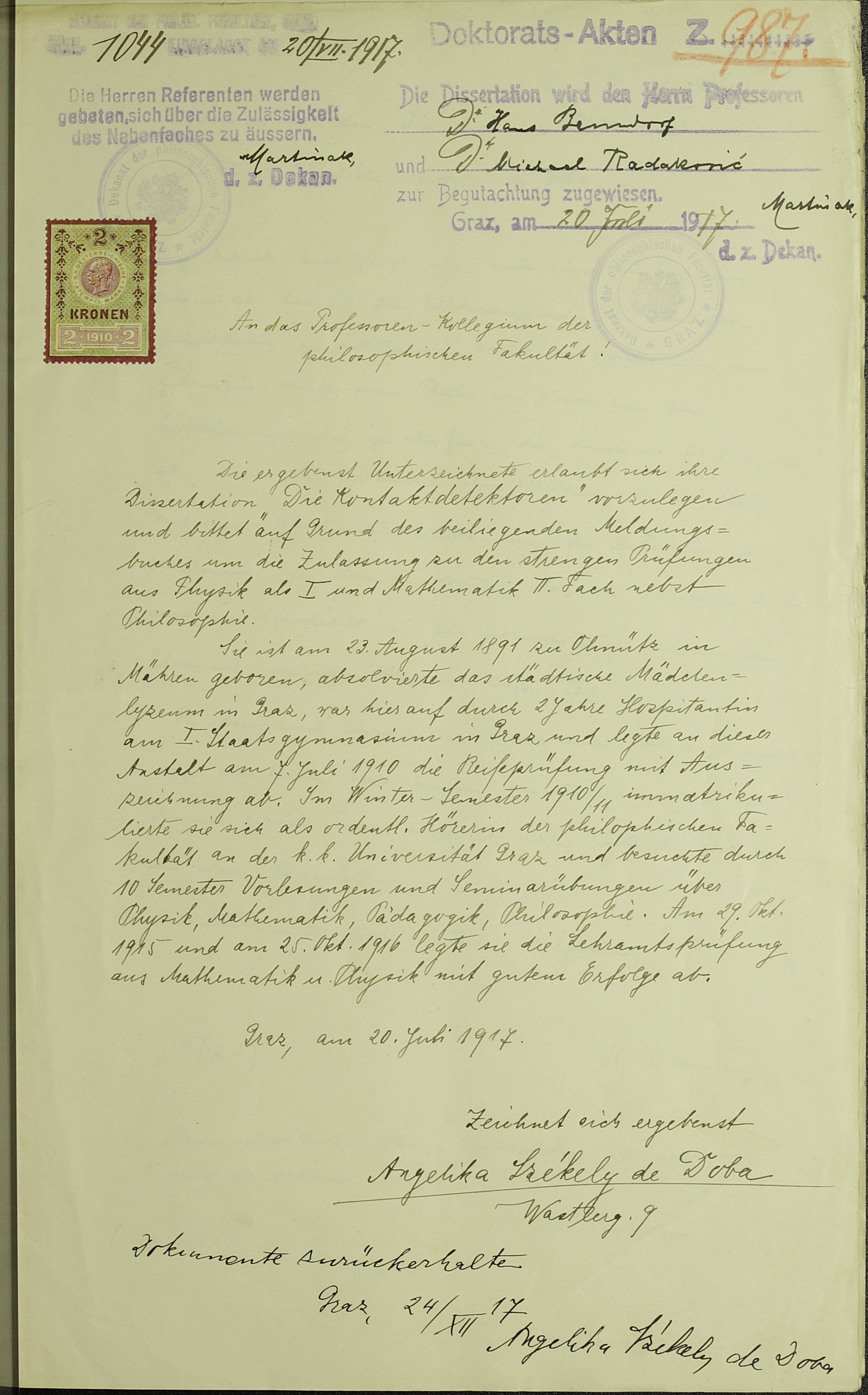
Angelika Szekely Antrag zur Promotion in Physik, Universität Graz 1917

Im k.k. Österreich wurde 1878 eingeführt, dass Frauen Vorlesungen als Gasthörerinnen besuchen durften, obwohl andererseits 1877 die bisher am k.k. Polytechnischen Institut (heute TU Wien) gehaltenen „Damen-Vorlesungen“ abgeschafft wurden.
1896 wurden im Ausland erworbene Doktordiplome anerkannt, unter der Bedingung der Nostrifikation (Wiederholung sämtlicher Rigorosen), und auch die Zulassung zur Matura gesetzlich verankert. Ab 1897 ließen die Universitäten Wien sowie Prag, Graz und Innsbruck Studentinnen zur philosophischen Fakultät zu, ab 1900 auch zum Medizinstudium, aber erst nach Ende des Ersten Weltkriegs erhielten sie 1919 Zutritt zur juristischen Fakultät, 1928 an der evangelisch-theologischen und ab 1945 an der katholisch-theologischen Fakultät der Universität Wien.
Gabriele Possanner promovierte als erste Frau in Österreich am 2. April 1897 im Fach Medizin in Wien. Die erste Habilitation, ebenfalls in Wien, war die der Elise Richter 1905 für Romanistik. Elise Richter wurde 1921 auch zur ersten außerordentlichen Professorin Österreichs berufen.
Der Wiener Stadtschulratspräsident Otto Glöckel setzte sich besonders für die Zulassung der Frauen an den Universitäten ein. Glöckels Erlass vom 7./22. April 1919 sicherte den Frauen den freien Zugang zu den technischen Hochschulen und der Hochschule für Bodenkultur.

### Weitere ausländische Studentinnen an deutschen Universitäten
Auch aus den USA und Kanada kamen Frauen an deutsche Universitäten. Diese hatten meist bereits in anderen Ländern studiert, teilweise mit einem Abschluss. Einige kamen zum Beispiel nach Heidelberg, um dort zu promovieren, so die Physiologin Ida Henrietta Hyde (1896), die Kunsthistorikerin Elizabeth Denio (1898), die Botanikerin Janet Russell Perkins (1900) oder die Literaturhistorikerin Jennie Giehl (1911).

## Vom Ende des Ersten Weltkriegs bis Ende des Zweiten Weltkriegs

### Widersprüchliche Entwicklung im Nationalsozialismus
Die Nationalsozialisten kündigten nach ihrer Regierungsübernahme an, den Anteil der Studentinnen auf unter 10 % zu senken. Diese Maßnahme wurde aber nur ansatzweise umgesetzt und später stillschweigend wieder aufgehoben. Die anfänglichen Zugangsbeschränkungen im Gesetz gegen die Überfüllung deutscher Schulen und Hochschulen wurden 1935 für Frauen wieder aufgehoben. Die Studentenzahlen waren wegen des beschleunigten Aufbaus der Wehrmacht stärker als erwartet zurückgegangen und auf deutlich weniger als die 15.000 avisierten zurückgegangen. 1934 immatrikulierten sich 10538 Männer und 1503 Frauen und ein akademischer Nachwuchsmangel setzte ein. Tatsächlich nahm seit 1936 die Zahl studierender Frauen wieder zu. Ab 1938 wurde sogar für das Frauenstudium geworben. Der Anteil der Frauen an der Gesamtstudentenzahl stieg in den Kriegsjahren anteilsmäßig und absolut erheblich an und erreichte mit knapp 25.000 und knapp 50 % Frauen 1943 ein zuvor noch nie erreichtes Maß. Der entsprechende Anteil wurde erst 1995 wieder erreicht. Zum Teil waren Frauen selbst in den naturwissenschaftlichen Fächern in der Überzahl.
Auch in Österreich fand 1934 eine Wende statt, es wurde ein Numerus clausus von 10 % eingeführt, und diverse Zugangsbeschränkungen und Studienerschwernisse kamen zum Tragen. Zwar erhöhte sich der Frauenanteil ab 1939 kriegsbedingt wieder deutlich, aber erst nach 1945 wurden in Österreich neue, gleichbehandelnde Lehrgesetze und Studienordnungen eingeführt.

## Nachkriegszeit

### DDR
In der DDR wurde das Frauenstudium besonders seit Mitte der 1960er Jahre stark gefördert, da der anhaltende Fachkräftemangel sich immer negativer auf die Volkswirtschaft auszuwirken drohte. Im Jahre 1986 erreichte der Anteil der weiblichen Studierenden den historischen Höchststand von 50,3 %.
|                       | 1950   | 1955   | 1960   | 1965   | 1970   | 1975   | 1980   | 1985   | 1989   |
| Weibliche Studierende | 19,2 % | 25,5 % | 25,2 % | 26,1 % | 35,4 % | 48,2 % | 48,7 % | 50,1 % | 48,6 % |

Deutsche Demokratische Republik: Anteil der weiblichen Studierenden an den Studierenden im Hochschulstudium (ohne Forschungsstudium).

Quelle: Statistisches Jahrbuch der DDR 1990.

## Aktuelle Situation

### Deutschland
Im Jahre 2003 haben mehr Frauen als jemals zuvor ein Studium an einer deutschen Hochschule abgeschlossen. Nach Angaben des Statistischen Bundesamtes beendeten in dem Jahr 105.600 Studentinnen ihr Studium erfolgreich. Im Vergleich zum Vorjahr bedeutete das eine Steigerung von 7,6 Prozent. Und 20 Jahre zuvor waren es gar nur die Hälfte gewesen. Unter den deutschen Hochschulabsolventen haben die Frauen mittlerweile einen Anteil von fast 50 Prozent erreicht, wobei der Anteil der Professorinnen nur etwa ein gutes Sechstel beträgt und damit etwa dem jährlichen Anteil an Habilitationen entspricht. Seit dem Wintersemester 2020/2021 sind mehr Frauen als Männer in Deutschland immatrikuliert. Im Jahr 2023 wurden 35 % der Habilitationen von Frauen abgelegt. 28,7 % der Professuren waren von Frauen besetzt.
|                | 1992   | 1993   | 1994   | 1995   | 1996   | 1997   | 1998   | 1999   | 2000   | 2001   | 2002   | 2003   | 2006   | 2007   | 2008   | 2014   | 2015 | 2016   |
| Studentinnen   | 39,7 % | 40,2 % | 40,8 % | 41,7 % | 42,6 % | 43,6 % | 44,5 % | 45,3 % | 46,1 % | 46,7 % | 47,4 % | 48,4 % | 49,4 % | 49,8 % | 49,7 % | 47,8 % | 48 % | 48,2 % |
| Promotionen    | 28,9 % | 30,6 % | 31,2 % | 31,5 % | 31,1 % | 32,1 % | 33,1 % | 33,4 % | 34,3 % | 35,3 % | 36,4 % | 37,9 % | 41,1 % | 42,2 % | 41,9 % |        |      |        |
| Habilitationen | 12,9 % | 12,1 % | 13,5 % | 13,8 % | 12,9 % | 15,7 % | 15,3 % | 17,7 % | 18,4 % | 17,2 % |        |        |        |        |        |        |      |        |
| Professorinnen | 6,5 %  | 6,9 %  | 7,5 %  | 8,2 %  | 8,5 %  | 9,0 %  | 9,5 %  | 9,8 %  | 10,5 % | 11,2 % | 11,9 % | 12,8 % | 15,2 % | 16,2 % | 17,4 % |        |      |        |

Deutschland: Ost- und Westdeutschland, Professorinnen: alle Besoldungsgruppen.

Quelle: Statistisches Bundesamt, Fachserie 11: Bildung und Kultur, Reihe 4.4: Personal an Hochschulen, verschiedene Jahrgänge.

### Österreich
Das Bundes-Gleichbehandlungsgesetz (B-GlBG) behandelt insbesondere Sonderbestimmungen für Angehörige von Universitäten (III. Teil, 2. Abschnitt), wonach Studienwerberinnen und weiblichen Studierenden keine Benachteiligung in Bezug auf „Zulassung zum Studium, Zugang zu Lehrveranstaltungen mit einer beschränkten Teilnehmerzahl, bei der Anmeldung und Durchführung von Prüfungen, Beurteilung des Studienerfolges, Festlegung des Themas und der Betreuung der Bakkalaureats-, (künstlerischen) Magister- oder Diplomarbeit oder Dissertation“ wie auch „der Einräumung der Möglichkeit zur Benützung der facheinschlägigen Einrichtungen der Universität“ (§ 42(1) B-GlBG Diskriminierungsverbot) erwachsen darf.
Eine Frauenquote ist dabei aber nicht gefordert und auch nicht nötig: Im Jahr 2006 betrug der Frauenanteil unter den Studierenden an österreichischen Universitäten und Fachhochschulen 52,3 %, Tendenz steigend (im Jahr 2000 waren es noch 50,4 %). Unter den Neuinskribierten an Österreichs Universitäten im Jahr 2006 belief sich der Anteil auf 55,3 % Frauen. (Quelle: Statistisches Taschenbuch 2007.)
Gemäß § 42 des Universitätsgesetzes 2002 ist an jeder österreichischen Universität neben den Kontaktfrauen ein Arbeitskreis für Gleichbehandlungsfragen einzurichten (§ 41(1) B-GlBG), der einen Frauenförderungsplan erstellt und Gutachten an den Senat I der Gleichbehandlungskommission des Bundes am Bundeskanzleramt richtet, der sich mit Belangen der Gleichbehandlung von Frauen und Männern befasst.
Der Titel Professorin ist im Bundes-Verfassungsgesetz verankert, und für Ausschreibungen von Professuren fordert das B-GlBG im § 7 das Erreichen der Frauenquote. Diese Maßnahme ist weniger erfolgreich, so betrug der Anteil der weiblich besetzten Professuren an der Universität Wien 1997 nur 7 %.

## Audio-CD
- Haas, Veronika (Zusammenstellung) mit Petra Meunier-Götz (Hörfunkregisseurin), Brigitte Laugwitz (Aufnahmetechnikerin), Jörg Tröger (Redaktion), Wolfgang U. Eckart, Edith Glaser, Ingrid Hotz-Davies, Hannah Monyer, Werner Moritz, Agnes Speck und Caroline Witt: „In meinen Hörsaal nur die Scheuerfrau!“ 100 Jahre Frauenstudium in Baden und in Württemberg, SWR Studio Baden-Baden, Erstsendung am 22. April 2006, SWR 2.